# Llei espanyola de divorci del 1932
La llei espanyola de divorci de 1932, aprovada durant la II República espanyola, va ser la primera llei que va regular el divorci a Espanya.

## Antecedents
La Constitució espanyola de 1931, durant la Segona República Espanyola, proclamava en el seu article 43: «La família esta sota la salvaguarda especial de l'Estat. El matrimoni es fonamenta en la igualtat de drets per tots dos sexes, i es podrà dissoldre per mutu consens o a petició de qualsevol dels cònjuges amb al·legació en el cas de causa justa.».
Fins llavors, tot allò relatiu al matrimoni i al divorci es regia pel Codi Civil de 1889, que en el seu article 52 afirmava «El matrimoni es dissol per la mort d'un dels cònjuges.» Per tant, la llei de Divorci suposava una important novetat legal. A més, els polítics progressistes de l'època consideraven que era «una de les lleis de la República que més contribuirien a l'alliberament de la dona de la tirania a què havia estat sotmesa en la monarquia».
Ja des del debat inicial del projecte de Constitució, la dreta catòlica representada en la Minoria Agrària i en la Minoria basco-navarresa es van oposar al reconeixement del dret al divorci. El portaveu de la Minoria Agrària en el debat a la totalitat, el canonge i diputat per Burgos Ricardo Gómez Rojí, es va oposar al divorci, en nom de la família i del bé de les dones, ja que el matrimoni és "sagrat" i, per tant, indissoluble.
| « | Què pot l'Estat en el matrimoni?... Quant als infidels, els autors discrepen; però respecte als batejats, senyors, per una raó de caràcter doctrinal, la potestat civil ha de detenir-se davant d'aquest vincle del sactament, perquè si l'Estat vol envair aquesta unió és perquè nega l'existència del sacrament. Em direu molts: I el divorci? Jo pregunto: És que el divorci està en la naturalesa de les coses? És que la mateixa naturalesa de l'home i de la dona no tendeixen espontàniament a jurar-se amor etern? És que la maternitat pot tenir la seguretat de les seves finalitats i del seu honor si s'estableix el divorci? És que l'educació dels fills pot estar garantida si es donen facilitats per al divorci? Em direu que el matrimoni és un contracte. Però és un contracte especial; l'especialitat d'aquest contracte estè en què el vincle és exclusiu entre els cònjuges. En la naturales d'aquest contracte especialíssim està la indissolubilitat d'aquest vincle conjujal. És el bé de la societat el que vosaltres creieu que exigeix el divorci? No, perquè la dona, amb el divorci, queda ultratjada; perquè aquesta dona ha de tornar ultratjada al si de la família, i, naturalment, és un estigma que aixeca odis entre les famílies dels cònjuges.(...) Ah, senyors! Qui desconeix les tristeses de molts matrimonis! Però existeix un remei sense arribar a la ruptura del vincle, i el remei és aquell divorci incomplet, aquella separació de la casa, aquella separació de la convivència... Entre els batejats, el dogma no podrà autoritzar que l'Estat posi la seva mà en una cosa tan sagrada. | » |

També es va manifestar en contra del divorci, dient que el divorci era una barrina que faria saltar a la família o que el matrimoni era una institució de sacrifici, una creu inevitable, un sacrifici que santificava el portaveu de la Minoria basco-navarresa, el diputat del Partit Nacionalista Basc Jesús María de Leizaola Sánchez, que va citar unes estadístiques que mostraven que entre els divorciats l'índex de delinqüència i de suïcidis era més gran que entre els solters i els casats, cosa que va provocar "grans i prolongades rialles" a la Cambra, segons consta en el Diari de Sessions.
Tenint present que l'article 43 de la nova Constitució admetia el divorci, el 4 de desembre de 1931 el ministre de justícia Álvaro de Albornoz va presentar a la cambra el corresponent projecte de llei, l'articular del qual anava a sotmetre's a discussió al llarg del mes de febrer següent. En aquesta exposició es va establir una relació entre la voluntat del Govern de la Segona República Espanyola de secularitzar l'Estat i l'atenció que s'anava prestant des del primer moment al matrimoni i a la seva estructura jurídica. La regularització del divorci havia de fer-se mitjançant normes que respectessin alhora la voluntat de les persones individuals i les exigències de la pau social. Per respectar tots dos aspectes, s'establiria el mutu dissens com a principi contractual en el divorci, però es deixava a mans de l'Estat la intervenció en el seu exercici i en la disciplina dels seus efectes. De manera semblant, s'obria una escletxa a l'acció unilateral de divorci, sempre que existís una causa justa, però es rebutjava obtertament tot sistema de repudi matrimonial per decisió arbitrària d'un dels cònjuges.

## Tramitació
El dictamen emès sobre aquest projecte de llei per la Comissió de Justícia de les Corts Constituents, a data de 19 de gener de 1932, introduïa solament lleus modificacions de detall. El 3 de febrer, va començar la discussió sobre la totalitat del projecte, i van sorgir immediatament dues tendències diferents a la Càmera, l'una a favor i l'altra en contra de la Llei.
A favor de la totalitat del projecte de llei van intervenir els diputats Juan Simeón Vidarte, del Partit Socialista Obrer Espanyol, i César Juarros, de la Dreta Liberal Republicana. També recolzaven el projecte la premsa de tendència d'esquerres i els partidaris de les idees que dominaven en els països considerats més progressistes d'Europa. En general, s'entenia que la raó determinant del contracte matrimonial no pot ser una altra que l'amor i que, un cop desaparegut, els contraents han de disposar dels mitjans legals per tal de dissoldre un matrimoni que ja no té cap sentit. Es feia veure que la gran majoria dels matrimonis no necessiten el divorci, però que s'ha de tenir present que els defensors de la llei són els altres matrimonis que viuen desunits i la situació dels quals és necessari regularitzar. A més, es defensava que la liquidació del dret de família vigent a Espanya era una exigència bàsica del nou Estat i que la dona podia trobar en la implementació del divorci una via cap a la alliberament de les discriminacions de les quals tradicionalment havia estat la víctima.
Això no obstant, els diputats conservadors van dur a terme una sistemàtica oposició a aquesta llei, per tal que l'aprovació es retardés el màxim possible. Per exemple, l'absència de diputats al llarg de tot el procés de tramitació de la Llei va provocar reiteradament una manca de quòrum per tal de dur a terme les votacions. En contra del projecte, es va pronunciar el diputat d'Acció Nacional y canonge de Saragossa Santiago Guallar Poza, fent servir com a argument la doctrina catòlica tradicional sobre el divorci, fonamental més les encícliques Arcanum de Lleó XIII i Casti connuubii de Pius XI, i repetint els mateixos arguments que ja havien sorgit als debats sobre la constitucionalització del divorci. Al mateix temps, la premsa de tendència conservadora feia també campanya en contra del divorci. En general, es va insistir en el fet que la llei de divorci era expressió d'un sectarisme anticatòlic i es defensava que no solucionaria cap problema, sinó que perjudicaria l'estabilitat de la institució familiar i compartaria una altra sèrie de mals socials tal com l'augment de la criminalitat o dels suïcidis.
Des del primer article es van presentar diverses esmenes, que van ser rebutjades. No es va presentar cap ni una, en canvi, al segon article, en el qual apareix una de les novetats fonamentals de la Llei de Divorci cara a l'anterior Codi Civil de 1889: la consideració del "divorci per acord mutu". També es van presentar diverses esmenes al tercer article, d'especial importància, que tracta les causes del divorci i en els quals la Llei intenta que els dos cònjuges apareguin el màxim possible en peu d'igualtat. De fet, al llarg de tota la Llei, hi ha un intent de tractar per igual els dos sexes o, en tot cas, d'afavorir la dona, ja que es podria donar el cas, degut a la seva situació social, de ser més perjudicada que l'home pel fet de divorciar-se.
Després de llargs i intensos debats, el 24 de febrer es va aprovar el dictamen de la Llei de Divorci. L'endemà, el 25 de febrer, es va procedir a l'aprovació definitiva de la Llei, amb 260 vots a favor i 23 en contra, que seria publicada al BOE l'11 de març de 1932.

## Estructura
La llei de divorci de 1932 constava de 69 articles, unes Regles Transitòries i una Disposició Final. L'estructura de la llei era la següent: 
- Capítol I (art. 1r a 3r). Del divorci. Les seves caues.
- Capítol II (art. 4t a 10è). Exercicis de l'acció del divorci.
- Capítol III. Dels efectes del divorci.
  - Secció primera (art. 11è a 13è). Dels efectes del divorci quant a les persones cònjuges.
  - Secció segona (art 14è a 22è). Dels efectes del divorci quant als fills.
  - Secció tercera (art 23è a 29è). Dels béns del matrimoni.
  - Secció quarta (art. 30è a 35è). Dels aliments.
- Capítol IV (art. 36è a 40è). De la separació de béns i persones.
- Capítol V. Del procediment del divorcio.
  - Secció primera (art. 41º a 45è). Disposicions generals.
  - Secció segona (art. 46è a 62è). Del procediment de separació i del divorci per causa justa.
  - Secció tercera (art. 63è a 69è). Del procediment de separació i del divorci per dissens mutu.

## Conseqüències socials
L'any 1936, l'índex de divorcis a Espanya era de 165 divorcis per cada mil matrimonis, és a dir, un índex molt baix. Per tant, es pot afirmar que la «llei del divorci no va donar lloc a una crisi del matrimoni o de la institució familiar tal com havien advertit alguns dels seus adversaris. Al contrari, l'ús moderat que es va fer de la nova legislació va semblar confirmar l'argument de qui l'enfocaven des de la perspectiva d'una institució social que havia d'enfortir la família i el matrimoni, en actuar com a vàlvula de seguratat per ratificar la situació d'aquests matrimonis irremeiablement trencats, i inclús permetre establir les condicions necessàries per emprendre una nova experiència matrimonial.».
No obstant això, aquesta llei va tenir una importància fonamental des del punt de vista ideològic, en presentar-se com una defensa de la dona (tot i que els autors catòlics defensaven justament el contrari) i un pas endavant en el camí per la igualtat de drets dels dos gèneres, fins al punt que va ser considerada, en la seva època, com la llei més progressista d'Europa.

## Derogació
La Llei del 23 de setembre de 1939, publicada al BOE del 5 d'octubre de 1939, va derogar la llei del divorci de 1932 i va declarar nul·les totes les sentències de divorci, a instància d'una de les parts.